# 克利特欽
50°14′26″N 28°45′47″E / 50.24056°N 28.76306°E
克利特欽（烏克蘭語：Клітчин），是烏克蘭北部的村莊，隸屬日托米爾州的日托米爾區。該村面積0.83平方公里，海拔高度226米，2001年人口559，人口密度每平方公里672.68人。